# Trinquet de Benissa
El Trinquet de Benissa és el trinquet de capçalera a Benissa. Construït el 1957 i reformat després de la gran nevada que patí Benissa el febrer de 1983 pel seu antic propietari Llorenç Cardona Bertomeu. Des de l'any 2004 és de propietat municipal.
És un trinquet cobert i amb il·luminació, llarg, de 59 metres, sense galeries laterals, però sí al dau i al rest, on hi ha el marcador electrònic. La llotgeta de baix és fondo i amb un mur baix, però amb la llotgeta de dalt una miqueta sota la galeria del dau.
En aquest trinquet es va criar com a pilotari Paco Cabanes Pastor, el Genovés I. No debades ell i l'actual trinqueter, Antonio Miralles (Canana), treballaven plegats i fou aquest qui el convencé de ser un pilotari professional. També hi juga sovint Pedro l'esquerrà.